# フローレンテ・コンデス
フローレンテ・コンデス（Florante Condes、1980年5月20日 - ）は、フィリピンのプロボクサー。元IBF世界ミニマム級王者。現在はフィリピンのリサール州に在住している。
フィリピンでは国民的英雄となっているマニー・パッキャオと同じサウスポーで攻撃的なボクシングをすることから「Little Pacquiao（リトル・パッキャオ）」の異名を持つ。

## 来歴
2002年6月15日に22歳でプロデビュー。主戦場はほとんど母国のフィリピンだった。
2005年12月10日にはフィリピンPBFミニマム級王座を獲得した。
2006年2月9日にはフィリピンGABミニマム級王座を獲得し、同王座を2度防衛した。また軽量級では珍しく、高いKO率を誇るボクシングによりフィリピン国内で人気を博した。折りしもマニー・パッキャオの活躍によりフィリピン国内でボクシング熱が沸騰しつつある時期でもあり、サウスポーの倒し屋として「リトル・パッキャオ」と言われることが多くなった。
2007年7月7日には初の世界挑戦として、IBF世界ミニマム級王者のムハンマド・ラクマンとインドネシア・ジャカルタのRCTIスタジオで対戦した。3回と10回にダウンを奪ったが、ホームのラクマンの粘りもあり12回2-1(115-111、114-112、112-114)で判定勝ちを収め、王座獲得に成功した。
2008年6月14日、メキシコ・バハ・カリフォルニア・スル州・ラパスでラウル・ガルシアと対戦し、最終12回にダウンを奪うも反撃及ばず12回1-2（110-118、115-112、112-115）の判定負けを喫し初防衛に失敗し王座から陥落した。
2009年6月26日、南アフリカ共和国・東ケープ州・イースト・ロンドンでヌコシナチ・ジョイとIBF世界ミニマム級挑戦者決定戦で対戦し、12回0-3（2者が107-120、108-119）の判定負けを喫しガルシアへのリベンジの権利獲得に失敗した。
2010年11月21日、セブ州・セブ市のウォーターフロント・セブシティ・ホテル&カジノで堀川謙一と対戦し、7回2分40秒TKO勝ちを収めた。
2011年6月24日、WBCインターナショナルミニマム級シルバー王者ワンヒン・ミナヨーティンと対戦し、12回0-3（3者共に112-116）の判定負けを喫し王座獲得に失敗した。
2012年9月22日、IBO世界ミニマム級王者で後のWBA世界ミニマム級王者ヘッキー・ブドラーと対戦し、12回0-3（112-116、110-118、113-115）の判定負けを喫し王座獲得に失敗した。
2012年12月8日、ABCOコンチネンタルミニマム級王者ドニー・マバオと対戦し、12回0-2（113-113、111-115、112-114）の判定負けを喫し王座獲得に失敗した。
2014年1月11日、チャーリー・カビラと対戦し初回2分13秒TKO勝ちで1年1か月振りの復帰戦を勝利した。
2014年3月15日、パラニャーケでIBFパンパシフィックミニマム級王座決定戦をクリス・アルファンテと行い7回TKO勝ちで王座獲得に成功した。
2014年7月5日、後楽園ホールで元日本ライトフライ級王者田口良一（ワタナベ）と対戦するが、田口の連打を浴びせてポイントを重ねる戦法に、0-3の判定負けを喫した。

## 獲得タイトル
- フィリピンPBFミニマム級王座
- フィリピンGABミニマム級王座
- IBFミニマム級王座（防衛0度）
- IBFパンパシフィックミニマム級王座